# NGC 2770A
NGC 2770A (ook wel NGC 2770B) een hemelobject van twee spiraalvormig sterrenstelsels in het sterrenbeeld Lynx. Het bevindt zich in de buurt van NGC 2770.

## Synoniemen
- NGC 2770B
- MCG 6-20-36
- KUG 0906+333A
- PGC 82318